# Page-écran

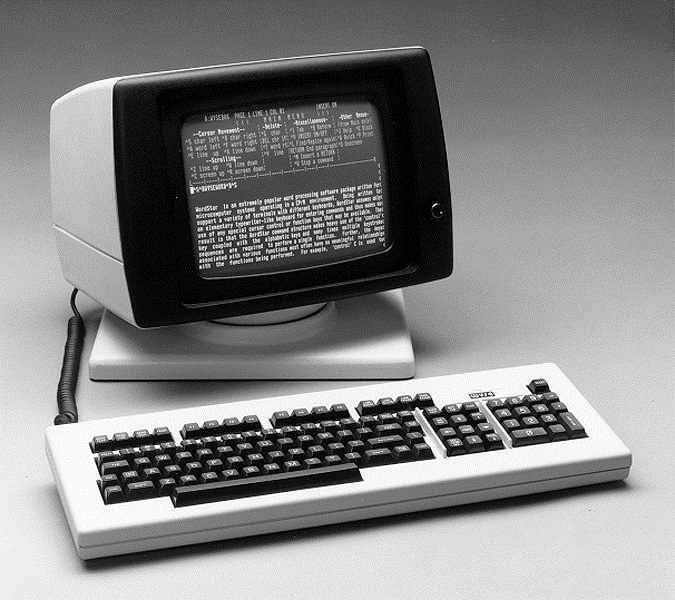
Page-écran sur un terminal en mode caractère (Wyse)

En informatique, une page-écran désigne ce qu'un écran peut afficher à un moment donné.
A l'époque où les interfaces utilisateur étaient en mode caractère, elle représentait l'ensemble des caractères visibles sur un écran de commandes informatiques.
Avec l'apparition des pages web, la page-écran constitue l'ensemble des informations disponibles sur un écran de visualisation d'un système informatique.
La page-écran d'une page web est affichée de manière dynamique et affiche successivement des segments de la page web. L'affichage est limité vers le bas par une ligne virtuelle appelée la ligne de flottaison. Le déplacement de la ligne de flottaison par les actions de scrolling ou défilement de la barre verticale, permet d'afficher d'autres portions de la page web, la longueur de celle-ci excédant généralement largement la taille d'une page-écran.
Une capture écran permet de saisir une image de la page-écran visible au moment de la capture, mais aussi, selon sa configuration, d'éléments non affichés à l'écran au moment de la capture et présents sous la ligne de flottaison.
Les premiers écrans d’ordinateurs définissaient une taille fixe de page-écran liée à leur définition en nombre de pixels avec une ligne de flottaison fixe.
Les pages web comportant des éléments de navigation, la page-écran et la ligne de flottaison ont été redéfinis. Ainsi, pour une définition d'écran de 1280 X 1024 pixels, on considère souvent que la ligne de flottaison de la page se trouve environ à 860 pixels de hauteur, la partie haute du navigateur non consacrée au contenu de la page étant retranchée de la page lisible.
La multiplication des tailles d'écran et l’essor des appareils mobiles a nécessité de repenser la page-écran en terme d'écran visible ou affichage écran, avec, pour un même contenu affiché, une ligne de flottaison différente pour chaque type d'écran.
Le design adaptatif (Responsive Web Design - RWD), permet d’ajuster automatiquement l’affichage d'un contenu web aux différentes tailles et résolutions d'écrans des appareils (smartphone, montre connectée, tablette, ordinateur de bureau,TV connectée…), afin de procurer à l'utilisateur une expérience optimale. Ces appareils présentent alors des pages-écrans différentes pour un même contenu diffusé.
Les contenus s'adaptent en taille et en disposition pour former une page-écran lisible, mais certains contenus sont parfois cachés sur certains supports. Ainsi, une image, un texte, ou un élément structurant peuvent n’être accessibles que sur la page-écran d'un site web en mode ordinateur (desktop) ou une tablette, mais absents dans les affichages écran sur mobile.